# Psafi
Psafi (in greco antico: Ψαφίς?, Psaphís) era un centro abitato dell'Attica situato tra Oropo e Ramnunte; forse era l'ultimo demo al confine nord-orientale della regione.
Vicino a Psafi si trovava il famoso oracolo di Anfiarao (in greco antico: Ἀμφιαρεῖον?, Amphiarèion).
In passato è stato ipotizzato che Psafi fosse un demo, ma le uniche prove sono tre iscrizioni del II secolo, quindi John S. Traill ritiene che fino a quell'epoca Melene fosse parte del demo di Ramnunte e che solo in quell'epoca possa essere diventato un demo a sé stante.